# Challenger WTA de Budapest 2022
El Budapest Open 2022 fue un torneo de tenis profesional jugado en canchas de tierra batida. Se trató de la 4.ª edición del torneo que formó parte de los Torneos WTA 125s en 2022. Se llevó a cabo en Budapest, Hungría, entre el 19 de septiembre al 24 de septiembre de 2022.

## Cabezas de serie

### Individuales
| Tenista            | Ranking | Preclasificada |
| Irina-Camelia Begu | 41      | 1              |
| Anna Bondár        | 52      | 2              |
| Jasmine Paolini    | 55      | 3              |
| Lucia Bronzetti    | 57      | 4              |
| Nuria Párrizas     | 63      | 5              |
| Jule Niemeier      | 73      | 6              |
| Mayar Sherif       | 74      | 7              |
| Panna Udvardy      | 76      | 8              |

- Ranking del 12 de septiembre de 2022

### Dobles
| Tenista                              | Ranking | Preclasificada |
| Anna Bondár Kimberley Zimmermann     | 105     | 1              |
| Tímea Babos Tamara Zidanšek          | 188     | 2              |
| Angelina Gabueva Anastasia Zakharova | 197     | 3              |
| Elixane Lechemia Julia Lohoff        | 233     | 4              |

## Campeonas

### Individuales femeninos
Tamara Korpatsch venció a  Viktoriya Tomova por 7–6(3), 6–7(4), 6–0

### Dobles femenino
Anna Bondár /  Kimberley Zimmermann vencieron a  Jesika Malečková /  Renata Voráčová por 6–3, 2–6, [10–5]